# Māris Verpakovskis
Māris Verpakovskis (Liepāja, 15 oktober 1979) is een voormalig profvoetballer uit Letland.

## Carrière
Verpakovskis begon zijn carrière in 1997. Hij speelde toen bij FHK Liepājas Metalurgs. Daar bleef hij spelen tot 2000. Toen vertrok Verpakovskis naar FC Skonto Riga. Daar speelde de aanvaller 77 wedstrijden, waarin hij 44 keer scoorde. In 2004 kwam zijn internationale doorbraak. Verpakovskis ging naar Dynamo Kiev. In 2004 was hij door de fans gekozen tot speler van het jaar, maar in de loop van 2005 verloor de Let zijn basisplaats bij Dynamo.
Vanaf januari 2007 werd Verpakovskis voor een half jaar verhuurd aan het Spaanse Getafe CF. De optie tot koop lichtte Getafe echter niet en hij vertrok weer naar Kiev. Toch besloot Dynamo hem weer te verhuren, ditmaal voor een jaar aan Hajduk Split uit Kroatië. Ook in 2008 wordt Verkakovskis verhuurd, aan Celta de Vigo. Celta heeft ook een koopoptie op de speler, maar benut deze niet. Vanaf 2014 speelt hij voor FK Liepāja.
Verpakovskis heeft de UEFA-managmentopleiding Executive Master for International Players (MIP) gedaan.

## Interlandcarrière
In 2004 speelde Verpakovskis met Letland voor het eerst op het EK, in Portugal. Hij maakte het enige doelpunt voor Letland (tegen Tsjechië). Het was de eerste eindronde ooit waar Letland actief was. In de kwalificatiereeks scoorde Verpakovskis zes keer in tien wedstrijden. Onder andere werd er gelijkgespeeld (0-0) en gewonnen (0-1, uit) van Zweden. In de 104 wedstrijden die hij speelde voor het Letse elftal scoorde de aanvaller 29 keer.

## Statistieken[2]
| seizoen                  | club                     | land                     | competitie         | duels | goals |
| ------------------------ | ------------------------ | ------------------------ | ------------------ | ----- | ----- |
| 1997                     | Liepājas Metalurgs       | Letland                  | Virslīga           | 6     | 0     |
| 1998                     | Liepājas Metalurgs       | Letland                  | Virslīga           | 16    | 2     |
| 1999                     | Liepājas Metalurgs       | Letland                  | Virslīga           | 21    | 4     |
| 2000                     | Liepājas Metalurgs       | Letland                  | Virslīga           | 16    | 3     |
| 2001                     | Skonto Rīga              | Letland                  | Virslīga           | 27    | 10    |
| 2002                     | Skonto Rīga              | Letland                  | Virslīga           | 18    | 9     |
| 2003                     | Skonto Rīga              | Letland                  | Virslīga           | 25    | 22    |
| 2003/04                  | Dynamo Kiev              | Oekraïne                 | Vysjtsja Liha      | 10    | 5     |
| 2004/05                  | Dynamo Kiev              | Oekraïne                 | Vysjtsja Liha      | 23    | 4     |
| 2005/06                  | Dynamo Kiev              | Oekraïne                 | Vysjtsja Liha      | 9     | 1     |
| 2006/07                  | Dynamo Kiev              | Oekraïne                 | Vysjtsja Liha      | 6     | 1     |
| 2006/07                  | → Getafe CF (huur)       | Spanje                   | Primera División   | 13    | 1     |
| 2007/08                  | → Hajduk Split (huur)    | Kroatië                  | 1. HNL             | 18    | 5     |
| 2008/09                  | → Celta de Vigo (huur)   | Spanje                   | Segunda División A | 8     | 0     |
| 2009/10                  | Ergotelis FC             | Griekenland              | Alpha Ethniki      | 22    | 3     |
| 2010/11                  | Ergotelis FC             | Griekenland              | Alpha Ethniki      | 25    | 4     |
| 2011/12                  | FK Baku                  | Azerbeidzjan             | Premyer Liqasi     | 19    | 3     |
| 2012/13                  | FK Baku                  | Azerbeidzjan             | Premyer Liqasi     | 8     | 0     |
| 2012/13                  | Ergotelis FC             | Griekenland              | Alpha Ethniki      | 18    | 3     |
| 2013/2014                | Ergotelis FC             | Griekenland              | Super League       | 10    | 2     |
| 2014                     | FK Liepaja               | Letland                  | Virslīga           | 9     | 1     |
| 2015                     | FK Liepaja               | Letland                  | Virslīga           | 1     | 0     |
| Bijgewerkt 11 maart 2011 | Bijgewerkt 11 maart 2011 | Bijgewerkt 11 maart 2011 | Totaal             | 328   | 83    |